# Cleofé Elsa Calderón
Cleofé Elsa Calderón  (Buenos Aires, 26 de octubre de 1929 - ibídem, 19 de marzo de 2007) fue una botánica argentina.
Egresó del Instituto Nacional del Profesorado Secundario en Buenos Aires.
Sus primeras investigaciones fueron sobre gramíneas en la región pampeana de Argentina, descubriendo varias especies, y una lleva su nombre: (Poaceae) Koeleria calderonii A.M.Molina.
Desarrolló gran parte de su producción científica en el Departamento de Botánica del Smithsonian Institution, en la ciudad de Washington (Estados Unidos).
Falleció en la ciudad de Buenos Aires el 19 de marzo de 2007, a los 77 años.

## Algunas publicaciones
- Soderstrom, T. R.; Calderón, C. E. (1978): «Arberella (Poaceae: Bambusoideae): A new genus from tropical America», en revista Brittonia, 31: 4: págs. 433-445.

- Soderstrom, T. R; Calderón, C. E. (1978): «The Species of Chusquea (Poaceae: Bambusoideae) with Verticillate Buds», en Brittonia, 30: 2: págs. 154-164

- Soderstrom, T. R.; y Calderón, C. E. (1971): «Insect Pollination in Tropical Rain Forest Grasses», en Biotropica, 3 (1): págs. 1-16

- Calderón, C. E.; y Soderstrom, T. R. (1967): «Las gramíneas tropicales afines a “Olyra” L.», en Actas del Simposio sobre Biota Amazónica. Río de Janeiro: Consejo de Pesquisas, 4 (Botánica): págs. 67-76.

- Parodi, Lorenzo R.; Calderón, Cleofé E. (1961). «Estudio histotaxonómico del género Lygeum (Gramineae)» [Phytotaxonomy study on the genus Lygeum (Gramineae)]. Revista Argentina de Agronomía (Buenos Aires) (28): 81-99. OCLC 813553436.

- Calderón, Cleofé E.; Soderstrom, Thomas R. (1967). «Las gramíneas tropicales afines a Olyra L.» [Tropical gramineae related to Olyra L.].  En Len, Herman, ed. Atas do Simpósio sôbre a Biota Amazônica [Proceedings of the Symposium on Amazon Biota]. 4 (Botânica). Rio de Janeiro, Brasil: National Research Council (CNPq). pp. 67-76. OCLC 758469250.

- Soderstrom, Thomas R.; Calderón, Cleofé E. (junio de 1971). «Insect Pollination in Tropical Rain Forest Grasses». Biotropica (Washington, D.C.) 3 (1): 1-16. ISSN 0006-3606. OCLC 708279941.

- Calderón, Cleofé E.; Soderstrom, Thomas R. (26 de marzo de 1973). Morphological and anatomical considerations of the grass subfamily Bambusoideae based on the new genus Maclurolyra. Smithsonian contributions to botany, 11. Washington, D.C.: Smithsonian Institution Press. OCLC 447320.

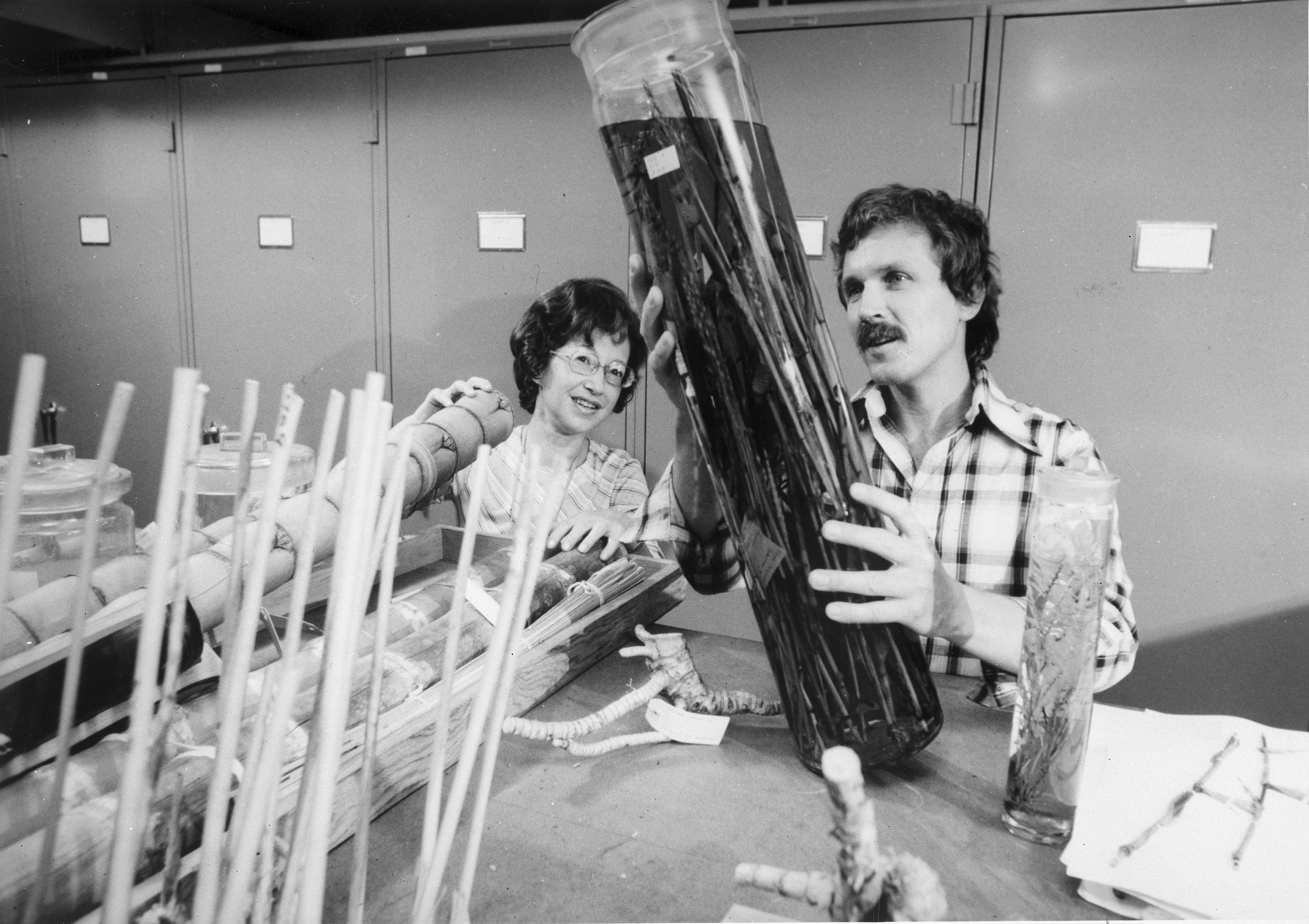
Cleofé Elsa Calderón examinando bambúes con Thomas R. Soderstrom en el Museo Nacional de Historia Natural (Washington), en 1977.

- Soderstrom, Thomas R.; Calderón, Cleofé E. (septiembre de 1974). «Primitive Forest Grasses and Evolution of the Bambusoideae». Biotropica (Washington, D.C.) 6 (3): 141-153. ISSN 0006-3606. OCLC 708279941.

- Soderstrom, Thomas R.; Calderón, Cleofé E. (abril de 1978 -junio). «The Species of Chusquea (Poaceae: Bambusoideae) with Verticillate Buds». Brittonia (Washington, D.C.) 30 (2): 154-164. ISSN 0007-196X. OCLC 45446676.

- Soderstrom, Thomas R.; Calderón, Cleofé E. (julio de 1978-sept.). «Chusquea and Swallenochloa (Poaceae: Bambusoideae): Generic Relationships and New Species». Brittonia (Washington, D.C.) 30 (3): 297-312. ISSN 0007-196X. OCLC 45446676.

- Soderstrom, Thomas R.; Calderón, Cleofé E. (septiembre de 1979). «A Commentary on the Bamboos (Poaceae: Bambusoideae)». Biotropica 11 (3) (Washington, D.C.). pp. 161-172. ISSN 0006-3606. OCLC 708279941.

- Soderstrom, Thomas R.; Calderón, Cleofé E. (oct.-dic. de 1979). «Arberella (Poaceae: Bambusoideae): A New Genus from Tropical America». Brittonia (Washington, D.C.) 31 (4): 433-445. ISSN 0007-196X. OCLC 45446676.

- Calderón, Cleofé E.; Soderstrom, Thomas R. (13 de febrero de 1980). The genera of Bambusoideae (Poaceae) of the American Continent: keys and comments. Smithsonian contributions to botany, 44. Washington, D.C.: Smithsonian Institution Press. OCLC 5029833.

### Libros
- Calderón, C. E. (1980): The genera of Bambusoideae (Poaceae) of the American Continent: keys & comments. Washington: Smithsonian Institution Press 44. 27 pp.

- Calderón, C. E.; Soderstrom, T. R. (1973): Morphological & Anatomical Considerations of the Grass Subfamily Bambusoideae Based on the New Genus Maclurolyra. 55 pp. 24 fig. Smithsonian Contributions to Botany 11: 26 de marzo de 1973 (enlace roto disponible en Internet Archive; véase el historial, la primera versión y la última).

## Honores

### Epónimos
Género
- (Poaceae) Calderonella Soderstr. & H.F.Decker[2]

Especies
- (Acanthaceae) Tetramerium calderonii Happ[3]

- (Agavaceae) Agave calderonii Trel.[4]